# Archidendron scutiferum
Archidendron scutiferum es una especie de árbol perteneciente a la familia de las fabáceas. Es originaria de  Filipinas donde se encuentra en Camarines Norte, en Luzon.

## Taxonomía
Archidendron scutiferum fue descrita por (Blanco) I.C.Nielsen y publicado en Opera Botanica 76: 46. 1984[1985].
Sinonimia
- Abarema scutifera (Blanco) Kosterm.
- Mimosa scutifera Blanco
- Pithecellobium lobatum "auct. non Benth., p.p."
- Pithecellobium scutiferum (Blanco) Benth. basónimo[2]